# Pitcairnia ferrell-ingramiae
Pitcairnia ferrell-ingramiae är en gräsväxtart som beskrevs av Harry Edward Luther och Stig Dalström. Pitcairnia ferrell-ingramiae ingår i släktet Pitcairnia och familjen Bromeliaceae. IUCN kategoriserar arten globalt som sårbar.
Artens utbredningsområde är Ecuador. Inga underarter finns listade i Catalogue of Life.